# Tres de Corazón
Tres de corazón es una banda de Tropi Pop y Punk Rock de origen colombiano de la ciudad de Medellín. Inició en el año 2002 con gran acogida por los seguidores del Rock en Colombia. La banda cuenta con una amplia discografía con 10 trabajos discográficos de estudio, más 4 álbumes en vivo y un DVD. Cuenta con un reconocimiento en Latinoamérica en países como México, Argentina, Perú, Uruguay y Norteamérica en Estados Unidos; con varios conciertos desarrollados en dichos países. Su primer álbum se llamó "No hay tiempo que perder" en el año 2003. El segundo trabajo discográfico se llamó "Cien por ciento" del año 2005. Después de tres años lanzan al mercado "La vida sigue" y en el 2010 lanzan "Quietos Todos".
En el año 2014 lanzan "Dame Una Alegría" canción homenaje a la Selección Colombia de fútbol, para el mundial Brasil 2014. Más adelante, en el mismo año publican se segundo sencillo "Ecuación De Amor". Ambas canciones provenientes del álbum "Arriba Las Banderas".
Ha ganado diferentes premios, como el galardón a la categoría Mejor Artista o Banda en el año 2007 por los Premios Shock, premios Subterránica, Nota de Estilo por el Concejo de Medellín, entre otros.

#### Controversia por proceso penal del ex baterista Andrés Felipe Muñoz.
El 14 de febrero de 2024, la Sala Penal del Tribunal Superior de Medellín declaró a Andrés Felipe Muñoz culpable por el delito de aborto no consentido cometido contra su expareja, Milena Uribe, y condenándolo a 85 meses de prisión domiciliaria el 28 de febrero de 2024. “El acusado preparó de manera voluntaria y consciente un refresco adquirido en la clínica Las Vegas donde estaba acompañado de Milena a la espera del resultado de un examen de laboratorio, teniendo la consciencia y voluntariedad de hacer que aquella ingiriera el refresco con el fármaco que produciría el aborto”, indica la sentencia. El señor Muñoz sostuvo una relación casual por fuera de su matrimonio con Milena Uribe durante cuatro años, y ella quedó en embarazo. Cuando ella le anunció el resultado de las pruebas de embarazo, el señor Muñoz dijo que no podía tener un hijo porque tenía planes de casarse.
Seguido a esta noticia la banda Tr3s de Corazón envía un comunicado por medio de sus redes sociales donde informa la no continuidad de Andrés Felipe Muñoz: “Nosotros, Tr3sdeCorazon, ante los hechos conocidos por la opinión pública sobre el fallo conferido en segunda instancia que implica a nuestro baterista Andrés Felipe Muñoz, queremos expresar que somos respetuosos de la justicia colombiana. Comunicamos que, a partir de la fecha, Felipe no hace ya parte de la banda ni de las actividades asociadas a ella. Como familia que hemos sido pedimos respeto por nuestra intimidad en este tránsito. A todos los seguidores que nos han acompañado por décadas agradecemos su comprensión en estos momentos”.

## Miembros
- Sebastián Mejía - vocalista / guitarrista
- Jorge Iván Botero - bajista
- Julio César Osorio - guitarrista

## Exmiembros
- Andrés Felipe Muñoz - baterista

## Discografía
- No hay tiempo que perder CD (2003; lanzamiento independiente)
- Cien por ciento CD (2005; lanzamiento independiente)
- La vida sigue CD (2007; lanzamiento Universal Music)
- La vida sigue, edición especial CD + DVD (2008; lanzamiento Universal Music)
- Quietos todos CD (2010; lanzamiento independiente)
- 10 años de Rock and Roll DVD (2012; lanzamiento independiente)
- Arriba las banderas CD (2014; lanzamiento independiente)
- Como si fuera ayer 2CD (2017; lanzamiento independiente)
- Cantos de amor y libertad CD + DVD (2020; lanzamiento independiente)
- 20 Años CD + CD (2022; lanzamiento independiente)